# Горна Глоговица
Горна Глоговица е село в Западна България. То се намира в община Земен, област Перник.

## География
Село Горна Глоговица се намира в планински район, във физикогеографската област Краище, по южните склонове на Ерулска планина.

## Културни и природни забележителности
Природни и културни забележителности са на първо място калето „Градище“, където и до днес се намират археологически разкопки от древни времена (с недостатъчно разучен произход), състоящи се предимно от керамични изделия, като най-типични са така наречените „делви“, някои от които могат да бъдат видяни пред историческия музей в град Перник.
Друго интересно място е местността „Голямата могила“, където се намира построен параклис и се провеждал традиционен събор-курбан в името на Свети Спас.
Мястото е подходящо за селски туризъм, както и за организиране на излети сред природа.
В селото се намира пещерата Кукулевец, с дължина 25 метра.

## Редовни събития
- Редовен ежегоден събор, който се състои на 21 септември.
- Също така дългогодишна традиция на селото е било откриването и закриването на ловния сезон.

1. ↑  www.grao.bg